# 善隣館
善隣館 (ぜんりんかん) とは、主に石川県金沢市において設置されている地域福祉の拠点的施設である。

## 概要
善隣館は1934年（昭和9年）以降に当時の方面委員（現在の民生委員）であった安藤謙治、荒崎良道、浦上太吉郎らによって金沢市内に設立されたセツルメント（地域福祉施設）であり、現在金沢市内に12館、小松市内に1館設置されている。市内における地域連帯の象徴とされ、市民の校下（校区）意識を補強している。特徴は、民生委員児童委員、町内会、婦人会、青年団など地域の代表が理事・評議員となり運営に関わること、地域の住民が事業の実施準備、資金調達に協力することである。なお「善隣思想」とは、助け合いの心で、近隣の人々と心を通わせ、支え合い、お互いに善き隣人を作っていくという考え方を指す。

## 歴史
1922年（大正11年）、善隣館の担い手となる最初の方面委員が石川県に設置された。当時、方面委員は犀川・浅野川の大洪水（1922年）や関東大震災（1923年）の罹災者への救援、要救護者への支援、先進地域である大阪への視察等を行った。また、生活困窮者への公的救済は不備な「恤救規則（1874年（明治7年）12月に示達。救護法、戦後の生活保護法へ引き継がれる）」しかなく、石川県独自の制度も市の救済を優先したものであったことから、公的救済制度の確立、救護法の制定を全国的に連帯し要望しつつ、一方で積極的に社会事業施設の設置に尽力した。
善隣館の開設については1930年（昭和5年）頃から議論されてはいたが、具体的な形になったのは1934年（昭和9年）、安藤謙治が旧野町小学校校舎に開設した「第一善隣館」が最初である。開設当時は託児所、授産所、相談事業などの社会福祉事業と、図書室、仏教講、少年団活動などの社会教育事業を行った。
善隣館は校下毎に公民館が設置されてからは社会教育事業の役割は薄れることとなったが、各時代のニーズに応じながら、消滅することなく今日まで続いている。

## 主な活動
- 高齢者・障害者のデイサービス
- 友愛活動
- 配食サービス
- 保育所
- 学童保育（放課後児童クラブ）
- ボランティアの育成
- 介護等の各種相談
- 地区社会福祉協議会、地区民生委員児童委員協議会などの各種団体に対する事務室や会議室の貸付

## 金沢市内の善隣館
（太字は現在も存続しているもの。）
- 第一善隣館－野町、1934年（昭和9年）9月設立
- 第二善隣館－弓ノ町、1935年（昭和10年）5月設立
- 第三善隣館－小将町、1936年（昭和11年）4月設立
- 長町会館－長町、1937年（昭和12年）4月設立
- 第四善隣館－泉野町、1938年（昭和13年）6月設立
- 長土塀善隣館－長土塀、1939年（昭和14年）4月設立
- 大野町善隣館－大野町、1939年（昭和14年）4月設立
- 馬場福祉会－旧第五善隣館、東山、1939年（昭和14年）9月設立
- 長田町社会館－深川町、1940年（昭和15年）3月設立
- 長江谷善隣館－東長江町、1940年（昭和15年）4月設立
- 小立野善隣館－小立野、1940年（昭和15年）10月設立
- 北安江善隣館－北安江、1940年（昭和15年）11月設立
- 永井善隣館－菊川、1940年（昭和15年）11月設立
- 森山善隣館－森山、1942年（昭和17年）12月設立
- 粟崎善隣館－粟崎、1943年（昭和18年）4月設立
- 新竪善隣館－鱗町、1943年（昭和18年）10月設立
- 此花厚生館－笠市町、1944年（昭和19年）7月設立
- 材木善隣館－材木町、1955年（昭和30年）10月設立
- 中村町善隣館－中村町、1960年（昭和35年）4月設立

## 小松市内の善隣館
- 大和善隣館 - 1944年（昭和19年）6月設立